# KJ Apa
Keneti James Fitzgerald Apa, noto come KJ Apa (Auckland, 17 giugno 1997), è un attore e musicista neozelandese.
Noto per il ruolo di Archie Andrews nella serie drammatica della CW, Riverdale, KJ ha anche recitato nei panni di Kane Jenkins nella soap opera Shortland Street e nei panni dell'adolescente Ethan Montgomery nel film drammatico Qua la zampa!.

## Biografia
Nasce a Auckland il 18 giugno 1997, figlio di Tupa'i Keneti Apa e Tessa Callander. Suo padre è samoano mentre sua madre è una kiwi di origini scozzesi. Ha due sorelle maggiori, Ari e Timēna. Ha studiato presso il King's College, di Auckland, prima di iniziare la carriera da attore. Nel tempo libero pratica lo skateboard, la boxe, il football americano e il rugby. Suona la chitarra, la batteria e il pianoforte.
Incomincia a farsi conoscere in Nuova Zelanda grazie al ruolo di Kane Jenkins nella soap opera, Shortland Street, interpretato dal 2014 al 2015.

## Carriera

### Carriera cinematografica

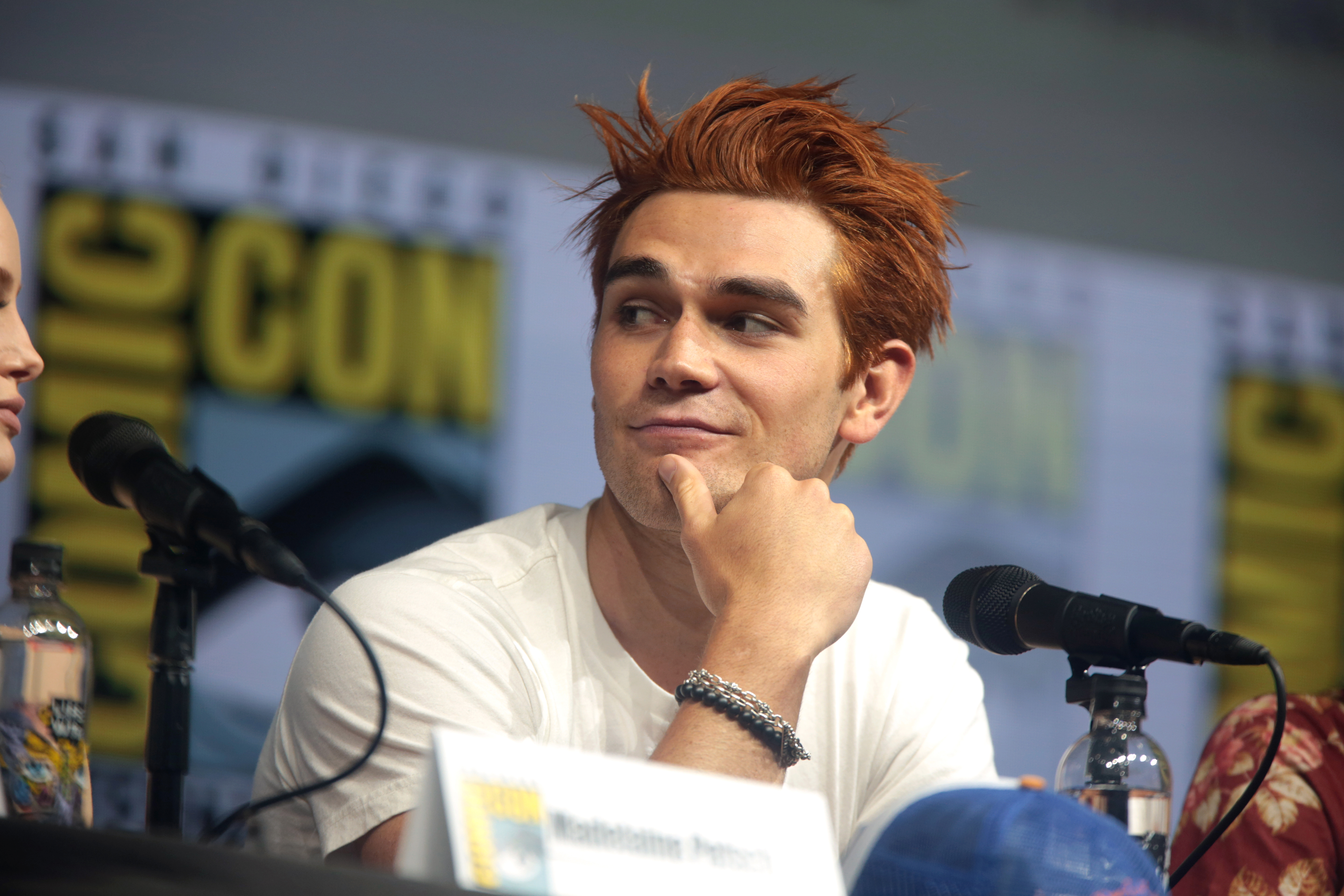
KJ Apa nel 2018

Ottiene il suo primo ruolo cinematografico in Qua la zampa! di Lasse Hallström. Dal gennaio 2017 interpreta Archibald "Archie" Andrews, protagonista della serie televisiva Riverdale basata sui personaggi dei fumetti Archie Comics. Nel 2018 ha preso parte al film drammatico The Hate U Give.
Nel 2019 interpreta il protagonista, Griffin, nel film Netflix The Last Summer. Sempre nel 2019 interpreta Jeremy Camp nel film biografico Cosa mi lasci di te, uscito su Amazon Prime il 20 marzo 2020.
Nel 2020 è stato ingaggiato per interpretare Nico nel film pandemico diretto da Michael Bay, Songbird al fianco di Sofia Carson.
Nel 2024 interpreta il protagonista nel film d'azione, One Fast Move, accanto a Eric Dane e Maia Reficco, uscito su Prime Video l'8 agosto.
Nel 2024 interpreta il protagonista nel film romanico tratto dal romanzo, La mappa che conduce a te, accanto a Madelyn Cline e a Sofia Wylie.
Nel 2025 interpreterà il protagonista nel film militare diretto da Rod Lurie, West Pointer.

### Carriera musicale
Come chitarrista all'età di 14 anni pubblica il suo primo album The Third Room, attraverso l'etichetta discografica Big Planet. Il 23 settembre 2021 per la nascita del suo primo figlio pubblica il suo secondo album in studio, Clocks.

## Vita privata
Apa è cresciuto in una famiglia cristiana e ha dichiarato di essere cristiano, esprimendo sui social media che "ho bisogno di Dio ogni giorno".
È un tifoso della nazionale di rugby neozelandese All Blacks, ed è nipote dell'ex rugbista Michael Jones.
Fu coinvolto in un incidente stradale a Vancouver a settembre 2017 uscendone incolume mentre il lato del passeggero della sua vettura colpì un palo.
Secondo quanto riferito, l'attore si era addormentato al volante dopo una lunga notte di riprese.
Dal 2019 alla fine del 2023 ha avuto una relazione con la modella francese Clara Berry. Il 23 settembre 2021 è diventato papà del primo figlio, Sasha Vai Keneti Apa, avuto con la stessa.
Ha guadagnato una certa attenzione su Spotify e soprattutto TikTok per i suoi video ironici.
Nel settembre 2022 gli è stato conferito il titolo di capo dal suo villaggio di Moata'a in Samoa.

## Filmografia

### Cinema
- Qua la zampa! (A Dog's Purpose), regia di Lasse Hallström (2017)
- Il coraggio della verità - The Hate U Give (The Hate you Give), regia di George Tillman Jr. (2018)
- The Last Summer, regia di Bill e Scott Bindley (2019)
- Altar Rock, regia di Andrzej Bartkowiak (2019)
- Cosa mi lasci di te (I Still Believe), regia di Jon e Andrew Erwin (2020)
- Songbird, regia di Adam Mason (2020)
- One Fast Move, regia di Kelly Blatz (2024)
- West Pointer, regia di Rod Lurie (2025)

### Televisione
- Shortland Street – soap opera, 46 episodi (2014-2015)
- The Cul De Sac – serie TV, 6 episodi (2016)
- Riverdale – serie TV, 134 episodi (2017-2023)

## Discografia
- The Third Room (2012)
- Clocks (2021)

## Doppiatori italiani
Nelle versioni in italiano dei suoi film, KJ Apa è stato doppiato da:	
- Manuel Meli in Riverdale, Il coraggio della verità - The Hate U Give, Cosa mi lasci di te, Songbird, One Fast Move
- Davide Perino in Qua la zampa!
- Mattia Nissolino in The Last Summer